# Бука Сука Дімка
Бука Сука Дімка (йоруба Buka Suka Dimka; 1940 – 16 травня 1976, страчений) — підполковник армії Нігерії, організатор невдалого державного перевороту 13 лютого 1976 року.

## Освіта
Наприкінці 1963 року, Бука Сука Дімка завершив 12-місячний курс навчання в офіцерській кадетській школі, Портсі, в Австралії і отримав звання другого лейтенанта. Разом з лейтенантом Боніфацієм Ікеджіофором, вони були першими двома офіцерами нігерійської армії, які отримали освіту в Австралії.

## Спроба державного перевороту
Переворот був організований з метою повалення 4-го президента Нігерії Муртали Мухаммеда. Генерал Муртала Мухаммед, що прийшов до влади в липні 1975 року, змінив напрямок політики Нігерії: став підтримувати прорадянський народний рух за звільнення Анголи — Партію праці, арештував ряд чиновників під приводом боротьби з корупцією, анулював спірні результати перепису населення 1973 року. Серед певних кіл зростало невдоволення його діяльністю.
13 лютого автомобіль Мерседес-Бенц, в якому знаходилися президент, його ад'ютант, водій і ординарець, був обстріляний в передмісті Лагоса. Всі, хто знаходилися в ньому були вбиті.
Заколотниками була захоплена радіостанція Радіо Нігерія. Підполковник Бука Сука Дімка виступив із зверненням до нації. Свій прихід до влади він пояснив розгулом корупції, позасудовими арештами, нездатністю уряду ефективно управляти державою.
Незабаром війська, що залишилися вірними уряду, розгромили заколотників. Після трибуналу підполковник Дімка і 38 найбільш активних його прихильників (як військових, так і цивільних осіб), були розстріляні. До влади прийшов генерал-лейтенант Олусегун Обасанджо.